# Fischbach (bei Kaiserslautern)
Fischbach település Németországban, Rajna-vidék-Pfalz tartományban. Lakosainak száma 766 fő (2023. december 31.).

## Népesség
A település népességének változása:
| Lakosok száma | 657  | 724  | 739  | 755  | 765  | 766  |
|               | 1975 | 2017 | 2019 | 2021 | 2022 | 2023 |